# Guebenhouse
Guebenhouse (fràncic lorenès Gewehuuse) és un municipi francès situat al departament del Mosel·la i a la regió del Gran Est. L'any 2007 tenia 416 habitants.

## Demografia

### Població
El 2007 la població de fet de Guebenhouse era de 416 persones. Hi havia 156 famílies, de les quals 28 eren unipersonals (16 homes vivint sols i 12 dones vivint soles), 39 parelles sense fills, 66 parelles amb fills i 23 famílies monoparentals amb fills.
La població ha evolucionat segons el següent gràfic:
Habitants censats

### Habitatges
El 2007 hi havia 163 habitatges, 154 eren l'habitatge principal de la família, 4 eren segones residències i 5 estaven desocupats. 149 eren cases i 13 eren apartaments. Dels 154 habitatges principals, 140 estaven ocupats pels seus propietaris, 12 estaven llogats i ocupats pels llogaters i 2 estaven cedits a títol gratuït; 2 tenien dues cambres, 9 en tenien tres, 26 en tenien quatre i 117 en tenien cinc o més. 133 habitatges disposaven pel capbaix d'una plaça de pàrquing. A 52 habitatges hi havia un automòbil i a 87 n'hi havia dos o més.

### Piràmide de població
La piràmide de població per edats i sexe el 2009 era:
| Homes | Edats   | Dones |
| ----- | ------- | ----- |
| 0     | 95 o +  | 0     |
| 0     | 90 a 94 | 4     |
| 0     | 85 a 89 | 16    |
| 8     | 80 a 84 | 0     |
| 4     | 75 a 79 | 12    |
| 4     | 70 a 74 | 8     |
| 4     | 65 a 69 | 8     |
| 12    | 60 a 64 | 4     |
| 12    | 55 a 59 | 8     |
| 24    | 50 a 54 | 8     |
| 32    | 45 a 49 | 16    |
| 8     | 40 a 44 | 12    |
| 40    | 35 a 39 | 32    |
| 0     | 30 a 34 | 12    |
| 8     | 25 a 29 | 4     |
| 0     | 20 a 24 | 8     |
| 24    | 15 a 19 | 4     |
| 8     | 10 a 14 | 24    |
| 4     | 5 a 9   | 12    |
| 8     | 0 a 4   | 4     |

## Economia
El 2007 la població en edat de treballar era de 278 persones, 190 eren actives i 88 eren inactives. De les 190 persones actives 167 estaven ocupades (102 homes i 65 dones) i 23 estaven aturades (7 homes i 16 dones). De les 88 persones inactives 26 estaven jubilades, 23 estaven estudiant i 39 estaven classificades com a «altres inactius».

### Ingressos
El 2009 a Guebenhouse hi havia 160 unitats fiscals que integraven 404 persones, la mediana anual d'ingressos fiscals per persona era de 16.565 €.

### Activitats econòmiques
Dels 4 establiments que hi havia el 2007, 2 eren d'empreses de comerç i reparació d'automòbils, 1 d'una empresa d'hostatgeria i restauració i 1 d'una empresa classificada com a «altres activitats de serveis».
L'únic servei als particulars que hi havia el 2009 era una perruqueria.
L'únic establiment comercial que hi havia el 2009 era una botiga de mobles.
L'any 2000 a Guebenhouse hi havia 6 explotacions agrícoles.

## Equipaments sanitaris i escolars
El 2009 hi havia una escola elemental integrada dins d'un grup escolar amb les comunes properes formant una escola dispersa.

## Poblacions més properes
El següent diagrama mostra les poblacions més properes.